# Who Made Who
A Who Made Who az ausztrál AC/DC együttes tizenkettedik albuma, amely 1986 májusában jelent meg az Atlantic Records gondozásában. A horroríró Stephen King felkérésére állították össze a nagylemezt a Maximális túlhajtás című filmhez. Az albumra három friss dal mellé korábbi albumaikról válogattak számokat. A három új dal a címadó Who Made Who, valamint az instrumentális D.T. és Chase the Ace voltak, melyeket az előző év decemberében rögzítettek a Harry Vanda/George Young producerpáros irányításával a Compass Point Studiosban, a Bahamákon. További öt instrumentális számot is rögzítettek a filmhez (Death City, Bad Boy, Contre Attack, Scared, Humans Here), de ezek az albumra nem kerültek fel.
A régi dalok közül egyedül az 1976-os Ride Onban hallható a korábbi AC/DC énekes Bon Scott, a többi szám mind az 1980-as évekbeli Brian Johnson érából származik. Az 1984 előtti felvételeken Phil Rudd dobol. A Shake Your Foundations dalt a Vanda/Young páros újrakeverte az LP-hez, de a későbbi CD-kiadásra a Fly on the Wall (1983) albumon hallható eredeti változat került fel.
A Who Made Who dalra készült videóklip  volt az első igazán látványos AC/DC klip, amellyel kifejezetten az MTV közönségét célozták meg. Maga a dal Angliában 16. lett a kislemez listán. Az 1980-as keltezésű You Shook Me All Night Longhoz is új klipet  forgattak David Mallet rendezővel, egy az eredetihez képest jóval vidámabb hangulatú, sztorizós videót. A klipeknek és a válogatás sikerének köszönhetően az együttes karrierje újra felszálló ágba került. A Who Made Who album fél évvel a megjelenése után lett platinalemez az USA-ban, a mai napig pedig több mint ötmillió példány kelt el belőle az Egyesült Államokban.

## Az album dalai

### Első oldal
1. "Who Made Who" – 3:26
2. "You Shook Me All Night Long" – 3:30
3. "D.T." (instrumentális) – 2:53
4. "Sink the Pink" – 4:13
5. "Ride On" – 5:51

### Második oldal
1. "Hell's Bells" – 5:12
2. "Shake Your Foundations" – 3:53 (a CD változaton 4:10)
3. "Chase the Ace" (instrumentális) – 3:01
4. "For Those About to Rock (We Salute You)" – 5:53

## Közreműködők
- Brian Johnson – ének
- Angus Young – szólógitár
- Malcolm Young – ritmusgitár
- Cliff Williams – basszusgitár
- Simon Wright – dobok
- Phil Rudd – dobok a Ride On, You Shook Me All Night Long, Hells Bells és For Those About to Rock (We Salute You) dalokban
- Bon Scott – ének a Ride On c. dalban
- Mark Evans – basszusgitár a Ride On c. dalban

## Külső hivatkozások
- Who Made Who – AC-DC.net
- AC/DC UK Singles – crabsodyinblue.com
- Murray Enleheart, Arnaud Durieux: AC/DC Maximum Rock & Roll ISBN 978-963-87481-1-9 ShowTime Budapest, 2007 (magyarul)